# Pawonków (gemeente)
De gemeente Pawonków is een landgemeente in het Poolse woiwodschap Silezië, in powiat Lubliniecki.
De zetel van de gemeente is in Pawonków.
Op 30 juni 2004 telde de gemeente 6483 inwoners.

## Oppervlakte gegevens
In 2002 bedroeg de totale oppervlakte van gemeente Pawonków 118,74 km², waarvan:
- agrarisch gebied: 47%
- bossen: 45%

De gemeente beslaat 14,44% van de totale oppervlakte van de powiat.

## Demografie
Stand op 30 juni 2004:
| Omschrijving                   | Totaal | Totaal | Vrouwen | Vrouwen | Mannen | Mannen |
| ------------------------------ | ------ | ------ | ------- | ------- | ------ | ------ |
| eenheid                        | aantal | %      | aantal  | %       | aantal | %      |
| inwoners                       | 6483   | 100    | 3271    | 50,5    | 3212   | 49,5   |
| bevolkingsdichtheid (inw./km²) | 54,6   | 54,6   | 27,5    | 27,5    | 27,1   | 27,1   |

In 2002 bedroeg het gemiddelde inkomen per inwoner 1275,46 zł.

## Administratieve plaatsen (sołectwo)
Draliny, Gwoździany, Koszwice, Kośmidry, Lisowice, Lipie Śląskie, Łagiewniki Małe, Łagiewniki Wielkie, Pawonków, Skrzydłowice, Solarnia.

## Aangrenzende gemeenten
Ciasna, Dobrodzień, Kochanowice, Krupski Młyn, Lubliniec, Zawadzkie
- Virtual International Authority File: 243144647688919992464